# Правда (област Силистра)
 Тази статия е за селото в Североизточна България.  За селото в Горнооряховско вижте Правда (Област Велико Търново).  
Правда е село в Североизточна България. То се намира в община Дулово, област Силистра.

## География
Село Правда е в Лудогорието, намира се на по 17 км. разстояние от градовете Дулово и Главиница.
Наброява 1743 жители (към 2014 г.).
Населението е предимно от турски произход.

## История
Първите данни за село Правда датират от 12 – 18 век. Името му каквото е днес е получено през 1942 г. Дотогава се е казвало Догрулар (Doğrular, тур.), в буквален превод – „праведни“.
Преданието гласи, че заселници в търсене на вода се настаняват на днешните територии и впоследствие две селища се обединили в едно.
Останките от двете села са намерени в радиус от около 7 км от селото, от които каменни основи от сгради, кладенци, огнища и т.н.
Правда е била известна с многото си вятърни мелници, общо 10 на брой, последната от които оцелява до 1989 г.
През 1913 г. селото попада в границите на Румъния, която тогава окупира Южна Добруджа. Много от възрастните мъже са учили румънски език в училищата тогава и все още знаят да пишат и говорят на този език. Поради агресивната политика, провеждана от Румънската страна през 1934 г. много семейства се преселват в Турция, известно е, че повечето от тях са се заселили в град Чумра (Çumra), обл. Кония.
Последните румънци напускат селото през 40-те години, след като по силата на Крайовската спогодба през 1940 г. Южна Добруджа е върната обратно на България.
За началото на комунизма старите хора си спомнят с противоречиви чувства. През 1950 г. със създаването на ТКЗС им биват отнети земите и добитъка, които са били единственият начин за препитание. Тогава още семейства отпътуват за Турция, а следващото преселение е през 1978 г. С настъпването на Възродителния процес и насилствената смяна на имената през 1985 г., когато на българските турци се забранява да говорят на майчин език и да изповядват свободно религията си, през 1989 г. още семейства отпътуват за Турция. След 10 ноември 1989 г. в резултат на настъпилите демократични промени в България и заради преживяната носталгия по родните места част от хората се завръщат.

## Културни и природни забележителности
Най-старата сграда в селото е джамията, построена е през 1867 г. (1283 г. по мюсюлманското летоброене Хиджра).

## Редовни събития
За празник на село Правда е избрана датата 1 май. При хубаво време това е повод жителите на селото да се съберат в местността Дерменти (değirmen, тур.) – мелница.
Организират се игри, състезания и се канят танцови и певчески групи.

## Кухня
За кухнята е характерно широкото използване на млечни продукти – прясно и кисело мляко, сметана, извара, сирене.
Бабините рецепти обикновено са със съставки, които могат да се намерят в градината, мазето или се получават от отглежданите животни.
Много известна е млечната супа, чиято основна съставка е млякото, в което се сваряват предварително изсушени тестени гранулки, подобни на кус-кус. По желание се добавя и пилешко месо и дреболии като сърце, бъбреци и черен дроб. Предпочитани през пролетта са сармичките от лапад и лопушът. Сармите се правят със стандартната плънка, но вместо лозови се използват богатите на желязо листа от лапад – запарени и охладени. Лопушът се прави също от листа на лапад. Те се запарват и накълцват на дребно. Добавя се ориз и се овкусява с пресен чесън. През лятото на трапезата редовно присъства и млечната яхния. За нея се използват домати и печени чушки, обелени и нарязани на едро. Те се задушават заедно с малко сметана и след извиране се добавя мляко, разредено с вода.